# The Bicentennial King Vol. 4
The Bicentennial King Vol. 4 – album koncertowy Elvisa Presleya, składający się z utworów nagranych w Rochester w stanie Nowy Jork 26 lipca 1976 r. Presley miał na sobie Blue Egyptian Bird suit. Album został wydany w 2012 roku.

## Lista utworów
1. „2001 theme”
2. „See See Rider”
3. „I Got a Woman – Amen”
4. „Love Me”
5. „If You Love Me”
6. „You Gave Me a Mountain”
7. „All Shook Up”
8. „Teddy Bear – Don’t Be Cruel”
9. „And I Love You So”
10. „Jailhouse Rock”
11. „Fever”
12. „America the Beautiful”
13. „Polk Salad Annie”
14. „Band Introductions”
15. „Early Morning Rain”
16. „What’d I Say”
17. „Johnny B. Goode”
18. „Drum Solo” (Ronnie Tutt)
19. „Bass Solo”#1 – Blues (Jerry Scheff)
20. „Bass Solo”#2 – „Battle Of New Orleans” theme (Jerry Scheff)
21. „Piano Solo” (Tony Brown)
22. „Electric Piano and Clavinet Solo” (David Briggs)
23. „Love Letters”
24. „School Days”
25. „Hurt” (+ reprise)
26. „Hound Dog”
27. „Funny How Time Slips Away”
28. „Can’t Help Falling in Love”